# Gedenkstätte Münchner Platz Dresden

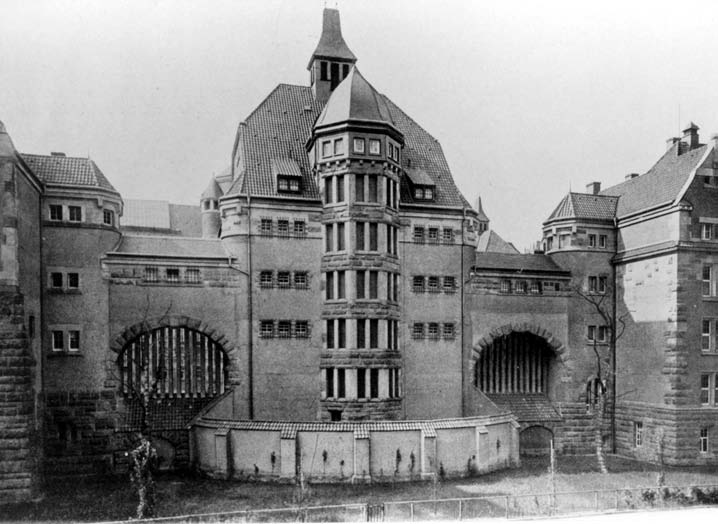
Königliches Landgericht Dresden, Blick von Norden auf die Haftanstalt (um 1908)

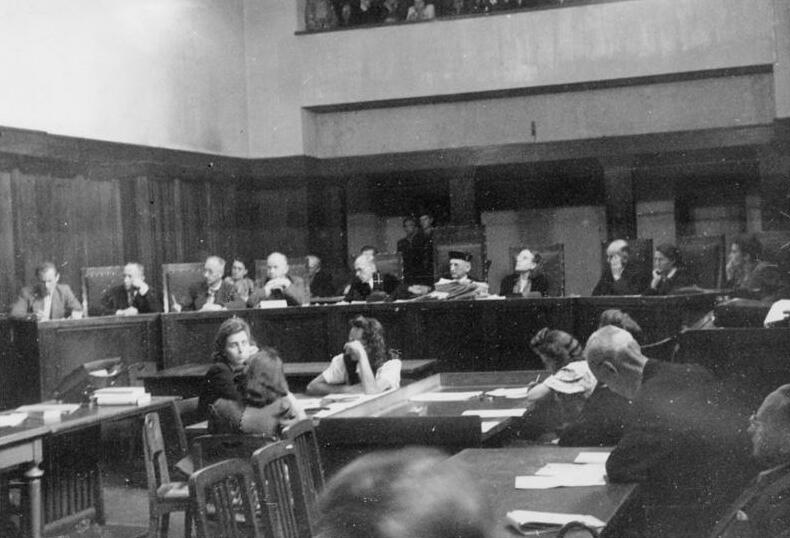
Der Schwurgerichtssaal 1947 während des Dresdner Ärzteprozesses um die Verbrechen in der Tötungsanstalt Pirna-Sonnenstein

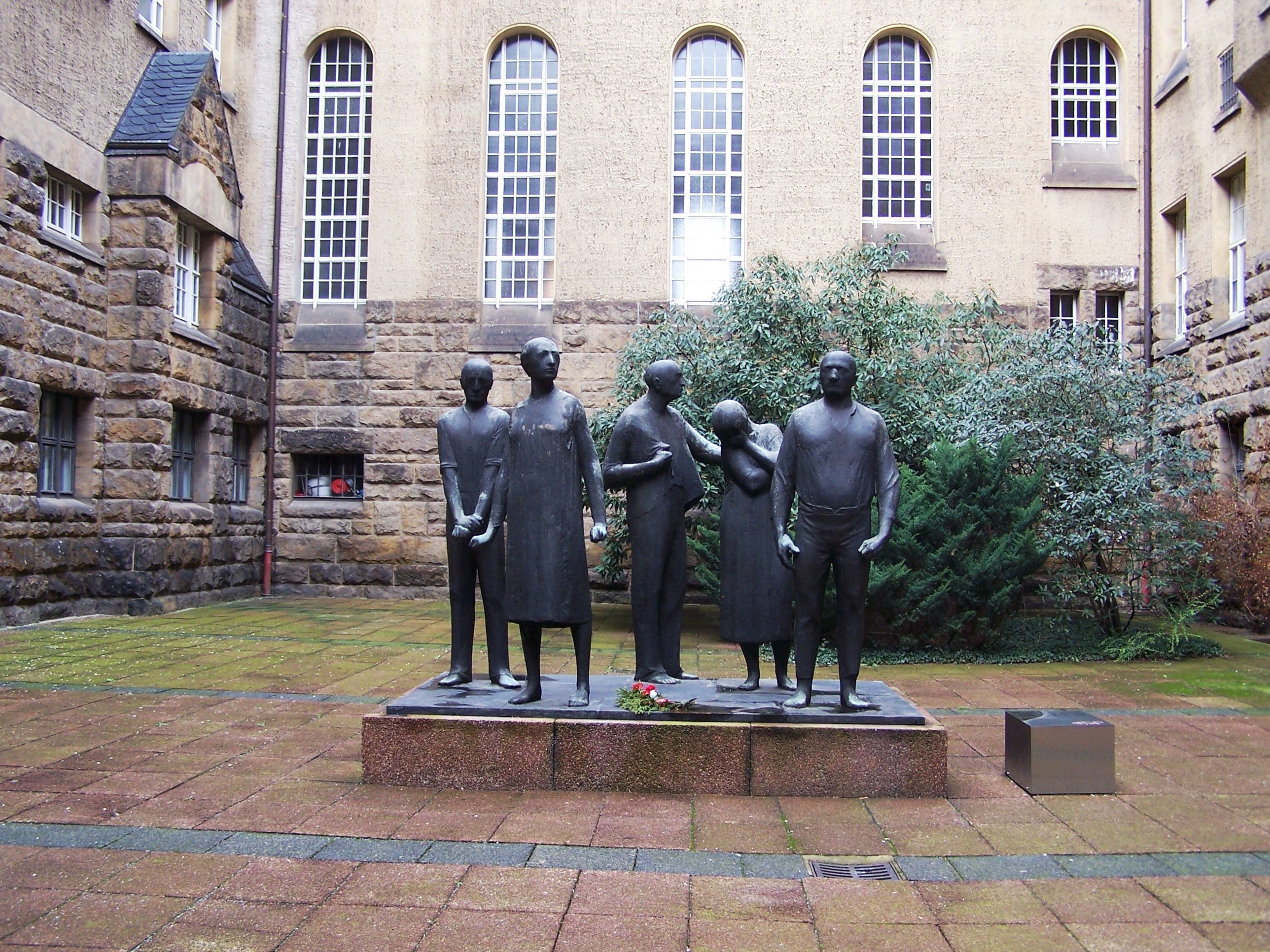
Figurengruppe von Arnd Wittig im Innenhof

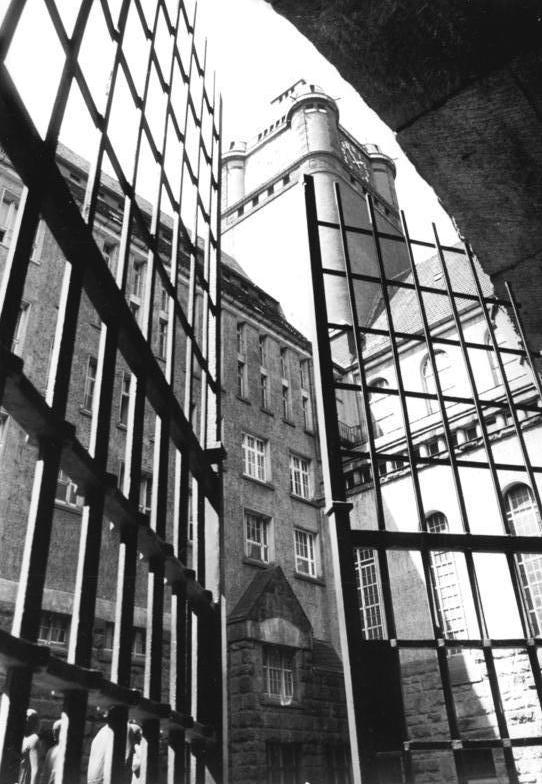
Blick in den ehemaligen Richthof des Landgerichts (1990)

Die Gedenkstätte Münchner Platz Dresden in der Dresdner Südvorstadt ist ein Ort des Gedenkens an die Opfer politischer Strafjustiz im Gebäude des Landgerichts am Münchner Platz.

## Geschichte
Das zwischen 1902 und 1907 errichtete Gebäude, das als königlich-sächsisches Landgericht eröffnet wurde, diente in der Zeit des Nationalsozialismus, während der sowjetischen Besatzung und der DDR-Diktatur bis 1956 als Gericht, Gefängnis und zentrale Hinrichtungsstätte.
Auf dem Hof des Gebäudekomplexes gab es eine Fallschwertmaschine, die der Vollstreckung von Todesstrafen diente. Insgesamt kamen hier mehr als 1.300 Menschen ums Leben. Etwa zwei Drittel der Opfer kamen aus dem Reichsprotektorat Böhmen und Mähren, da die Exekutionen der Sondergerichte Prag und Brünn hier durchgeführt wurden.
Am 15. Februar 1945 wurden beim Angriff auf Dresden Teile des Gebäudes durch Bomben beschädigt oder zerstört.
Im Jahr 1957 übernahm die TH Dresden das Gebäude des Landgerichts am Münchner Platz. Werner Scheffel wurde beauftragt die künstlerische Gesamtkonzeption des Platzes zu entwickeln. Der ehemalige Hinrichtungshof mit den Todeszellen wurde 1959 „Antifaschistische Mahn- und Gedenkstätte“. Die bronzene Gruppenplastik „Widerstandskämpfer“ von Arnd Wittig wurde 1962 installiert. Seit 1999 ist die Gedenkstätte Teil der Stiftung Sächsische Gedenkstätten zur Erinnerung an die Opfer politischer Gewaltherrschaft, die in der Stadt noch eine weitere Gedenkstätte an der Bautzner Straße mitfinanziert.
Hingerichtet wurden am Münchner Platz unter anderem folgende Personen:
- im Nationalsozialismus:
  - Czesław Jóźwiak, Edward Kaźmierski, Edward Klinik, Franciszek Kęsy und Jarogniew Wojciechowski[3] am 24. August 1942 (Vorbereitung zum Hochverrat)
  - Frater Grzegorz Frackowiak SVD[4] am 5. Mai 1943 (Schuldübernahme)
  - Horst Walter Dautert am 30. Mai 1943 (Verordnung gegen Volksschädlinge)
  - Kurt Schlosser am 16. August 1944 Hochverrat und Feindbegünstigung
  - Arthur Weineck am 16. August 1944 Hochverrat und Feindbegünstigung
  - Herbert Blochwitz am 16. August 1944 Hochverrat und Feindbegünstigung
  - Otto Galle am 16. August 1944 Hochverrat und Feindbegünstigung
  - Georg Schumann am 11. Januar 1945 (Widerstand gegen den Nationalsozialismus)
  - Otto Engert am 11. Januar 1945 (Widerstand gegen den Nationalsozialismus)
  - Kurt Kresse am 11. Januar 1945 (Widerstand gegen den Nationalsozialismus)
  - Alfred Frank am 12. Januar 1945 (Widerstand gegen den Nationalsozialismus)
  - Wolfgang Heinze am 12. Januar 1945 (Widerstand gegen den Nationalsozialismus)
  - William Zipperer am 12. Januar 1945 (Widerstand gegen den Nationalsozialismus)
  - Margarete Blank am 8. Februar 1945 („schwer zersetzende Äußerungen“)
- In der Sowjetischen Besatzungszone:
  - Paul Nitsche am 25. März 1948 (Verbrechen gegen die Menschlichkeit, Aktion T4)
- In der DDR
  - Hans Meinshausen und Bruno Malitz am 19. Oktober 1948 (Schauprozess, Verbrechen gegen die Menschlichkeit)
  - Johann Burianek am 2. August 1952 (Schauprozess, Angehöriger der KgU, „Boykotthetze“)
  - Wolfgang Kaiser am 6. September 1952 (Schauprozess, Angehöriger der KgU, „Boykotthetze“)
  - Erna Dorn am 1. Oktober 1953 (angebliche Rädelsführerschaft in Halle/Saale während des Volksaufstands am 17. Juni 1953)
  - Ernst Jennrich am 20. März 1954 (angeblicher Mord in Magdeburg während des Volksaufstands am 17. Juni 1953)
  - Gerhard Benkowitz und Hans-Dietrich Kogel am 29. Juni 1955 (Schauprozess, Angehöriger der KgU, „Boykotthetze“)
  - Joachim Wiebach am 14. September 1955 (RIAS-Prozess, Schauprozess, „Boykotthetze“)
  - Elli Barczatis am 23. November 1955 (Spionage, „Boykotthetze“)
  - Karl Laurenz am 23. November 1955 (Spionage, „Boykotthetze“)

## Weiterführende Themen
- Zentrale Hinrichtungsstätten